# Pseudidothea scutata
Pseudidothea scutata är en kräftdjursart som först beskrevs av Mrs. Sheppard 1957.  Pseudidothea scutata ingår i släktet Pseudidothea och familjen Pseudidotheidae. Inga underarter finns listade i Catalogue of Life.